# Villette-sur-Aube
Pour les articles homonymes, voir Villette.
Villette-sur-Aube est une commune française située dans le département de l'Aube, en région Grand Est.

## Géographie
|                   | Ormes             |                |
| Pouan-les-Vallées | Villette-sur-Aube | Arcis-sur-Aube |
|                   | Nozay             |                |

Le cadastre de 1827 cite au territoire : la voie Châtelaine, les Châteliers, la Maladière, le Maltroy et Montreuil.

### Hydrographie
La commune est dans la région hydrographique « la Seine de sa source au confluent de l'Oise (exclu) » au sein du bassin Seine-Normandie. Elle est drainée par l'Aube et le Fossé 01 de la Reculée,.
L'Aube, d'une longueur de 249 km, prend sa source dans la commune d'Auberive et se jette  dans la Seine à Marcilly-sur-Seine, après avoir traversé 82 communes. 

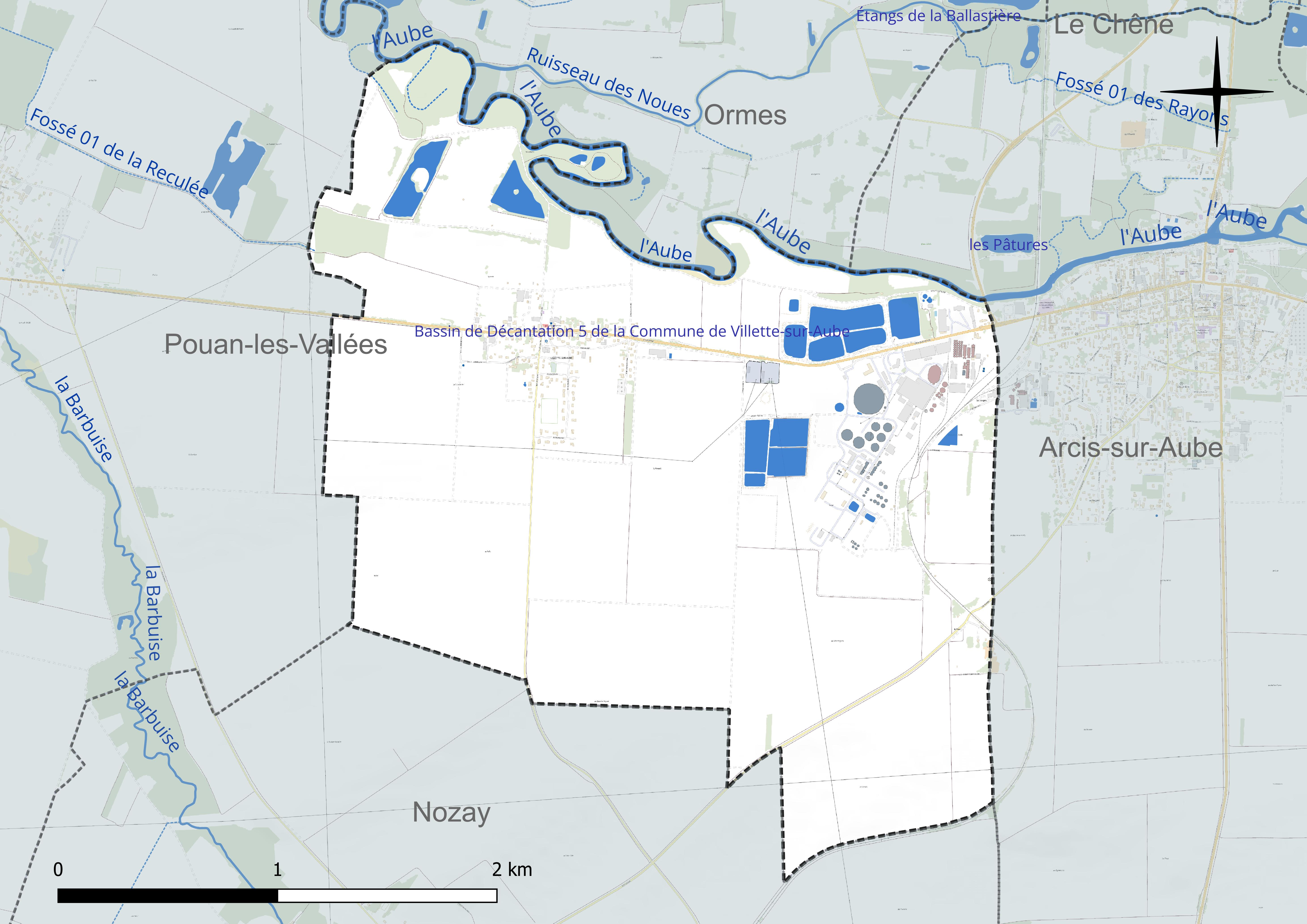
Réseau hydrographique de Villette-sur-Aube.

Un plan d'eau complète le réseau hydrographique : le bassin de décantation 5 de la commune de Villette-sur-Aube (1,4 ha),.

### Climat
Pour des articles plus généraux, voir Climat du Grand Est et Climat de l'Aube.
En 2010, le climat de la commune est de type climat océanique dégradé des plaines du Centre et du Nord, selon une étude du Centre national de la recherche scientifique s'appuyant sur une série de données couvrant la période 1971-2000. En 2020, Météo-France publie une typologie des climats de la France métropolitaine dans laquelle la commune est exposée à un climat océanique altéré et est dans la région climatique  Nord-est du bassin Parisien, caractérisée par un ensoleillement médiocre, une pluviométrie moyenne régulièrement répartie au cours de l’année et un hiver froid (3 °C). 
Pour la période 1971-2000, la température annuelle moyenne est de 10,4 °C, avec une amplitude thermique annuelle de 15,7 °C. Le cumul annuel moyen de précipitations est de 706 mm, avec 11,4 jours de précipitations en janvier et 7,6 jours en juillet. Pour la période 1991-2020, la température moyenne annuelle observée sur la station météorologique de Météo-France la plus proche, « Dosnon », sur la commune de Dosnon à 13 km à vol d'oiseau, est de 11,0 °C et le cumul annuel moyen de précipitations est de 698,3 mm. 
La température maximale relevée sur cette station est de 41,6 °C, atteinte le 25 juillet 2019 ; la température minimale est de −25,8 °C, atteinte le 14 février 1956,,. 
Les paramètres climatiques de la commune ont été estimés pour le milieu du siècle (2041-2070) selon différents scénarios d'émission de gaz à effet de serre à partir des nouvelles projections climatiques de référence DRIAS-2020. Ils sont consultables sur un site dédié publié par Météo-France en novembre 2022.

## Urbanisme

### Typologie
Au 1er janvier 2024, Villette-sur-Aube est catégorisée commune rurale à habitat dispersé, selon la nouvelle grille communale de densité à 7 niveaux définie par l'Insee en 2022.
Elle est située hors unité urbaine. Par ailleurs la commune fait partie de l'aire d'attraction de Troyes, dont elle est une commune de la couronne,. Cette aire, qui regroupe 209 communes, est catégorisée dans les aires de 200 000 à moins de 700 000 habitants,.

### Occupation des sols
L'occupation des sols de la commune, telle qu'elle ressort de la base de données européenne d’occupation biophysique des sols Corine Land Cover (CLC), est marquée par l'importance des territoires agricoles (77,8 % en 2018), en diminution par rapport à 1990 (82,6 %). La répartition détaillée en 2018 est la suivante : 
terres arables (77,4 %), zones industrielles ou commerciales et réseaux de communication (13,5 %), zones urbanisées (4,4 %), forêts (4,3 %), prairies (0,5 %). L'évolution de l’occupation des sols de la commune et de ses infrastructures peut être observée sur les différentes représentations cartographiques du territoire : la carte de Cassini (XVIIIe siècle), la carte d'état-major (1820-1866) et les cartes ou photos aériennes de l'IGN pour la période actuelle (1950 à aujourd'hui).

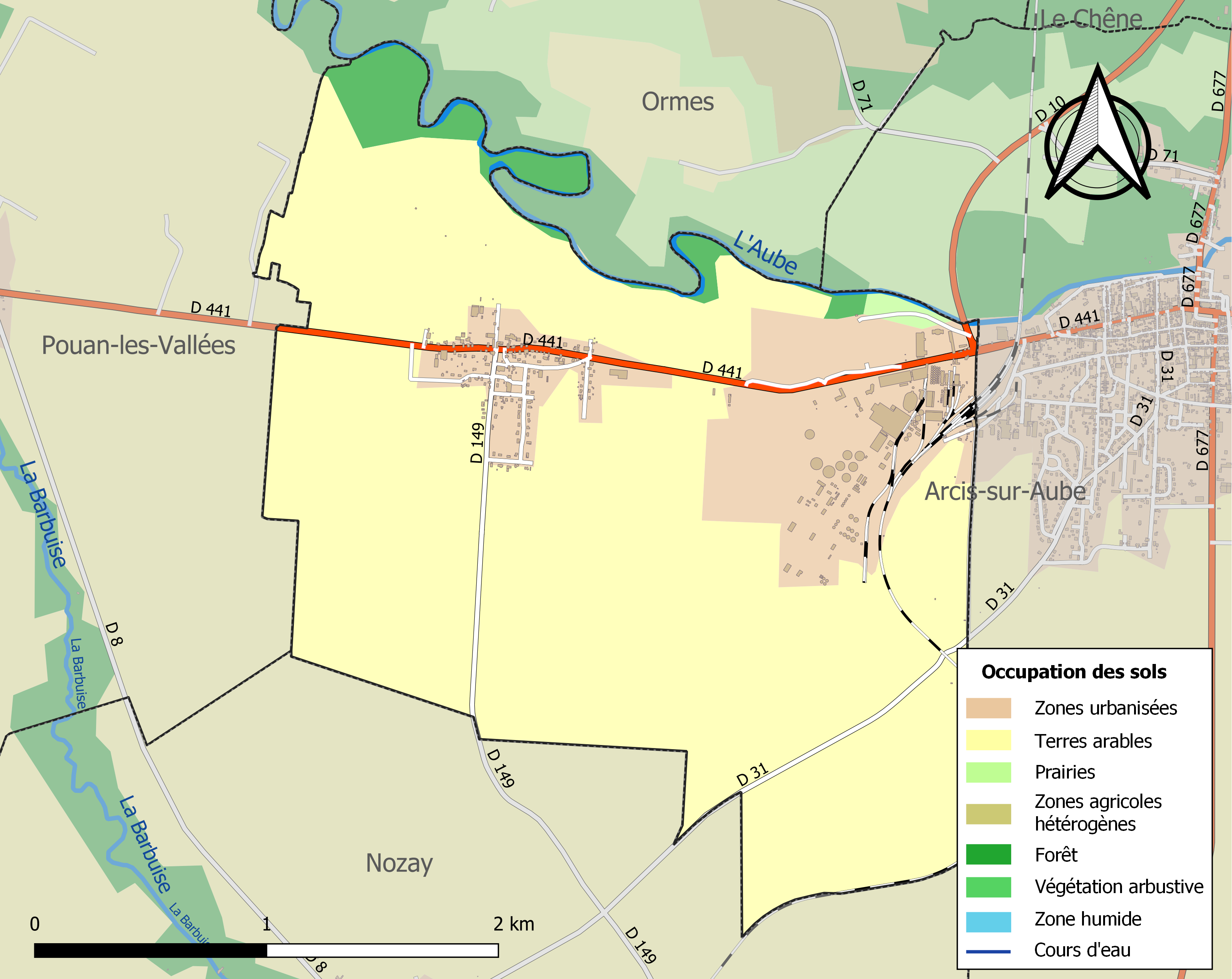
Carte des infrastructures et de l'occupation des sols de la commune en 2018 (CLC).

## Toponymie
Villette : De l'oïl villette, « petite maison des champs », ou « très petite ville ».

## Histoire
C'était un fief dépendant du seigneur d'Arcis depuis le milieu du XIIIe siècle. Il y avait aussi quelques seigneurs ecclésiastiques, comme le chapitre de Saint-Urbain à partir de 1558 pour 19 denrées de pré ; la commanderie du Temple pour presque 18 arpents de terre recensés en 1751.
Commune faisant partie, jusqu'en 1789 de l'intendance et de la généralité de Châlons, de l'élection et du bailliage de Troyes ; les droits royaux relevaient de la mairie royale de Barbuise. Il y avait comme biens communs trois arpents de prés à Gazillac, douze arpents à la Grande Pâture adossés à l'Aube, cinq arpents aux Salces et la même quantité à Ozeratte, sept arpents entre la rivière et la voye Chasteleyne, trois denrées au Bouchat, un droit de pêche dans l'Aube, une dizaine d'arpents au Chastelliers, une denrée au croc du Mattray (La Maltroy), quatre arpents au Saulces. Cet inventaire a été donné en 1639 à la table de marbre à Paris pour un procès contre le seigneur.
L'ajout de sur-Aube a été autorisé par décret du 4 février 1919.

## Politique et administration
| Période                                  | Période  | Identité                   | Étiquette | Qualité   |
| ---------------------------------------- | -------- | -------------------------- | --------- | --------- |
| mars 2001                                | 2008     | M. Gilbert Pignard         |           |           |
| mars 2008                                | En cours | Mme M.Françoise Champenois | DVD       | Retraitée |
| Les données manquantes sont à compléter. |          |                            |           |           |

## Démographie

### Évolution démographique
L'évolution du nombre d'habitants est connue à travers les recensements de la population effectués dans la commune depuis 1793. Pour les communes de moins de 10 000 habitants, une enquête de recensement portant sur toute la population est réalisée tous les cinq ans, les populations de référence des années intermédiaires étant quant à elles estimées par interpolation ou extrapolation. Pour la commune, le premier recensement exhaustif entrant dans le cadre du nouveau dispositif a été réalisé en 2007.

En 2022, la commune comptait 252 habitants, en évolution de −3,45 % par rapport à 2016 (Aube : +0,7 %, France hors Mayotte : +2,11 %).
| 1793 | 1800 | 1806 | 1821 | 1831 | 1836 | 1841 | 1846 | 1851 |
| ---- | ---- | ---- | ---- | ---- | ---- | ---- | ---- | ---- |
| 213  | 198  | 194  | 177  | 179  | 202  | 190  | 216  | 238  |

| 1856 | 1861 | 1866 | 1872 | 1876 | 1881 | 1886 | 1891 | 1896 |
| ---- | ---- | ---- | ---- | ---- | ---- | ---- | ---- | ---- |
| 207  | 207  | 200  | 213  | 211  | 216  | 201  | 184  | 171  |

| 1901 | 1906 | 1911 | 1921 | 1926 | 1931 | 1936 | 1946 | 1954 |
| ---- | ---- | ---- | ---- | ---- | ---- | ---- | ---- | ---- |
| 190  | 169  | 168  | 144  | 154  | 176  | 177  | 177  | 164  |

| 1962 | 1968 | 1975 | 1982 | 1990 | 1999 | 2006 | 2007 | 2012 |
| ---- | ---- | ---- | ---- | ---- | ---- | ---- | ---- | ---- |
| 148  | 186  | 207  | 194  | 181  | 175  | 216  | 222  | 261  |

| 2017 | 2022 | - | - | - | - | - | - | - |
| ---- | ---- | - | - | - | - | - | - | - |
| 258  | 252  | - | - | - | - | - | - | - |

### Pyramide des âges
La population de la commune est relativement jeune.
En 2018, le taux de personnes d'un âge inférieur à 30 ans s'élève à 37,2 %, soit au-dessus de la moyenne départementale (35,2 %). À l'inverse, le taux de personnes d'âge supérieur à 60 ans est de 19,4 % la même année, alors qu'il est de 27,7 % au niveau départemental.
En 2018, la commune comptait 132 hommes pour 127 femmes, soit un taux de 50,97 % d'hommes, largement supérieur au taux départemental (48,59 %).
Les pyramides des âges de la commune et du département s'établissent comme suit.
| Hommes | Classe d’âge | Femmes |
| ------ | ------------ | ------ |
| 0,0    | 90 ou +      | 1,6    |
| 3,8    | 75-89 ans    | 6,3    |
| 14,5   | 60-74 ans    | 12,6   |
| 18,3   | 45-59 ans    | 20,5   |
| 23,7   | 30-44 ans    | 24,4   |
| 13,0   | 15-29 ans    | 18,1   |
| 26,7   | 0-14 ans     | 16,5   |

| Hommes | Classe d’âge | Femmes |
| ------ | ------------ | ------ |
| 0,8    | 90 ou +      | 2,1    |
| 7,4    | 75-89 ans    | 10,2   |
| 17,4   | 60-74 ans    | 18,4   |
| 19,4   | 45-59 ans    | 19     |
| 17,8   | 30-44 ans    | 17,3   |
| 18,3   | 15-29 ans    | 15,9   |
| 19     | 0-14 ans     | 17,1   |

## Lieux et monuments
- Fief et hameau du Martroy.
- L'église Saint-Pierre du XIIe siècle, cure au doyenné d'Arcis, elle était à la collation de l'évêque. L'église avait été donnée au prieuré de Saint-Sépulcre en 1114 par l'évêque de Troyes et ce jusqu'en 1660[25]. En 1787 elle possédait onze arpents et demi de terres et treize cordées de pré. Actuellement son mobilier se compose d'un tableau d'autel pouvant représenter la vocation de saint Pierre[26]. Un autel avec retable et tabernacle[27] du XVIIIe siècle en bois peint et doré.